# 디보션 (2022년 영화)
《디보션》(영어: Devotion)은 2022년 개봉한 미국의 전쟁 액션 드라마 영화이다. J. D. 딜라드가 감독을 맡았으며, 한국 전쟁을 소재로 한 작품이다.
디보션은 2022년 9월 12일 온타리오 플레이스 시네스피어에서 IMAX로 토론토 국제 영화제에서 초연되었으며, 2022년 11월 23일 미국에서는 소니 픽처스 릴리싱을 통해 컬럼비아 픽처스에서 배급되었다. 비평가와 관객으로부터 긍정적인 평가를 받았지만, 9,000만 달러의 제작비에 비해 전 세계적으로 2,180만 달러의 수익을 올리는 데 그쳐 흥행에 실패했다.

## 줄거리
1950년대 초, 해군 조종사 톰 허드너는 신임 소위 제시 브라운을 만나게 된다. 제시 브라운은 부대 내 유일한 흑인 조종사로, 뛰어난 실력에도 불구하고 인종차별적인 환경 속에서 고군분투한다. 톰은 제시의 차가 고장난 것을 계기로 그와 친해지면서 그의 가족과도 가까워진다. 제시의 아내 데이지는 톰에게 제시를 지켜달라는 약속을 받고, 이 둘은 우정을 쌓아간다.
항모 '레이테'에 배정된 두 사람은 지중해에서 소련의 침략을 억제하는 임무를 수행하던 중, 훈련 사고로 동료를 잃고 좌절한다. 제시 브라운은 톰에게 당시 인종차별적인 상급자들에게 굴하지 않고 자신의 길을 개척해 왔음을 이야기하며, 톰이 자신의 싸움을 대신해 줄 필요는 없지만 옆에서 함께 해 주기를 바란다고 말한다. 프랑스 칸에서 휴가를 보내던 중, 제시는 동료들에게 카지노 파티를 열어주며 동료들의 인정을 받는다.
그러나 한국전쟁 발발 소식이 전해지자, 그들은 한국으로 파견된다. 미군은 북한을 지원하는 중국군에 의해 밀리는 상황에서 제시와 톰은 압록강 다리 파괴 작전에 참여한다. 제시의 활약으로 다리가 파괴되지만, 제시가 명령을 어기고 단독으로 공격한 것이 밝혀지면서 톰은 그의 전진을 막으려 했던 당시 보고서 작성을 후회한다. 이후, 장진호 전투에서 해병대를 지원하는 임무 중 제시의 비행기가 파손되어 북한 산악지대에 불시착한다. 톰은 제시를 구하기 위해 자신의 비행기까지 불시착시키지만, 제시를 잔해에서 꺼내지 못하고 결국 제시가 사망한다. 톰은 제시를 구하려다 추락했다는 이유로 훈장을 받지만, 제시를 구하지 못했다는 죄책감에 힘들어한다. 톰은 데이지에게 제시가 마지막으로 당신을 사랑한다는 말을 남겼다고 전하고, 데이지는 톰에게 제시를 지켜달라고 한 것이지 구하라고 한 것은 아니었다고 이야기한다. 제시는 결국 유해를 수습하지 못한 채 북한 땅에 남게 되고, 톰과 제시의 가족들은 현재까지도 끈끈한 우정을 이어가고 있다.

## 출연진
- 조너선 메이저스 - 제시 L. 브라운 소위 역
- 글렌 파월 - 톰 J. 허드너 주니어 중위 역 역
- 크리스티나 잭슨 - 데이지 브라운 역
- 조 조너스 - 마티 구드 역
- 토머스 사도스키 - 딕 세볼리 역
- 서린다 스완 - 엘리자베스 테일러 역
- 대런 캐거소프 - 빌 케이니그 역
- 닉 하그로브 - 캐럴 모링 역
- 스펜서 네빌 - 보 래버리 역
- 딘 덴턴 - T. U. 시슨 역
- 빌 마틴 윌리엄스 - 해리 S. 트루먼 대통령 역
- 데이비드 화이트 - 중국 장성 역